# Lago Norte
Lago Norte, amtlich portugiesisch Região Administrativa de Lago Norte, ist die Verwaltungsregion RA XVIII mit 29.505 Einwohnern im Norden von Brasilia im brasilianischen Bundesdistrikt. Lago Norte ist von Villen und niedriggeschossigen Häusern geprägt und liegt auf einer Halbinsel des Lago Paranoá. Die Verwaltungsregion zählt zu den wohlhabendsten Gebieten in ganz Brasilien. Die Verwaltungsregion grenzt an Jardim Botânico, Plano Piloto, Sobradinho, Itapoã und Paranoá an.

## Verwaltung
Administrator der Verwaltungsregion ist Marcelo Ferreira da Silva.